# Jarra rompecabezas

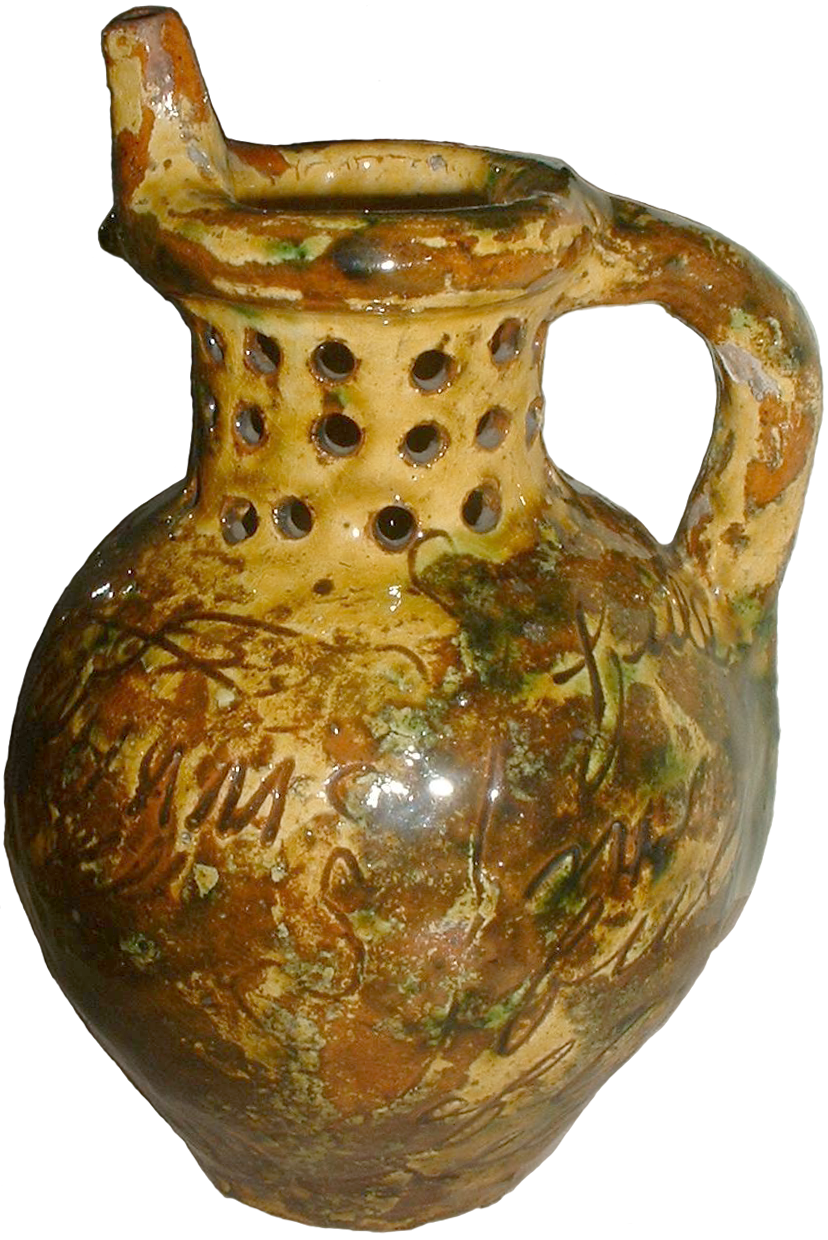
Una jarra de rompecabezas del Museo de Somerset en Inglaterra

Principio de funcionamiento de una jarra de rompecabezas: tapar el orificio opcional en el asa con un dedo permite succionar la bebida como con una pajita.

Una jarra rompecabezas es una jarra que funciona como un rompecabezas, juego, popular en los siglos XVII y XIX. Estas jarras de diversa calidad eran populares en hogares y tabernas. Una inscripción suele desafiar al bebedor a consumir el contenido sin derramarlo, lo que, debido a que el cuello de la jarra está perforado, es imposible de hacer de manera convencional.
La solución del rompecabezas es que la jarra tiene un tubo oculto, uno de cuyos extremos es el pico. El tubo generalmente rodea el borde y luego baja por el mango, con su otra abertura dentro de la jarra y cerca del fondo. Para resolver el rompecabezas, el bebedor debe succionar desde el extremo del tubo que tiene el pico. Para hacer el rompecabezas más interesante, era común proporcionar una serie de agujeros adicionales a lo largo del tubo, que debían cerrarse antes de poder succionar el contenido. Algunas jarras incluso tienen un agujero oculto para hacer el desafío aún más confuso.

## Historia
El ejemplo más antiguo en Inglaterra es la jarra rompecabezas de Exeter, un ejemplo de cerámica medieval en Gran Bretaña. La jarra rompecabezas de Exeter data de alrededor del año 1300 d. C. y se fabricó originalmente en Saintonge, en el oeste de Francia. La jarra rompecabezas es descendiente de rompecabezas para beber anteriores, como la taza de fuddling y la corona de olla, cada uno de los cuales tiene una solución diferente.
Las inscripciones conocidas incluyen:
- Ven a beber de mí y serás feliz.
- Ven a beber hasta saciarte, pero no derrames.
- Lléname de dulce lamido / Porque es bueno cuando la diversión nos encuentra.
- Caballeros, ahora prueben su habilidad / Yo les sostendré sus seis peniques si quieren / Que no beben a menos que los derramen.[3]
- Aquí, caballeros, vengan a probar su habilidad. Apuesto a que no beberán todo este licor sin derramarlo y dejar caer algo.
- En esta jarra hay buen licor / es apto para el párroco o para el vicario / pero saber beber sin derramarlo / pondrá a prueba al máximo tus habilidades.